# Askeri İnzibat
L'AS.IZ è la polizia militare turca, facente parte della Gendarmeria (paragonabile in Italia ai Carabinieri). Ha compiti strettamente limitati oltre ad avere un personale molto esiguo. I suoi compiti sono arrestare i militari colpevoli di reati oltre a garantire sicurezza nelle caserme turche. Durante i primi anni di governo di Kenan Evren è stata usata in modo massiccio per reprimere i dissidenti politici.